# فران گینر
فران گینر (انگلیسی: Ferrán Giner؛ زادهٔ ۲۷ سپتامبر ۱۹۸۸) بازیکن فوتبال اهل اسپانیا است.
از باشگاه‌هایی که در آن بازی کرده‌است می‌توان به باشگاه خیمناستیک تاراگونا اشاره کرد.